# 莫哈马达巴德
莫哈马达巴德（Mohammadabad），是印度北方邦Farrukhabad县的一个城镇。总人口20504（2001年）。

## 人口
该地2001年总人口20504人，其中男性10969人，女性9535人；0—6岁人口3744人，其中男1983人，女1761人；识字率59.35%，其中男性为67.29%，女性为50.23%。